# Máriapócs
Máriapócs è una città di 2.191 abitanti situata nella contea di Szabolcs-Szatmár-Bereg, nell'Ungheria nord-orientale.